# Bùi Tiến Dũng (calciatore 1997)
Bùi Tiến Dũng (Vietnam, 28 febbraio 1997) è un calciatore vietnamita, portiere dell'Hồ Chí Minh e della nazionale vietnamita.

## Biografia
Ha un fratello minore, Bùi Tiến Dụng, anch'egli calciatore.

## Carriera

### Club
Ha giocato nella prima divisione vietnamita.
Nel corso degli anni ha giocato complessivamente 6 partite in Coppa dell'AFC.

### Nazionale
Ha partecipato ai Mondiali Under-20 del 2017.
Con la nazionale vietnamita ha preso parte alla Coppa d'Asia 2019.

## Palmarès

### Club

#### Competizioni nazionali
- V League 1: 1

Hà Nội T&T: 2019
- Coppa del Vietnam: 1

Hà Nội T&T: 2019
- Supercoppa del Vietnam: 1

Hà Nội T&T: 2019